# Teatro Colón

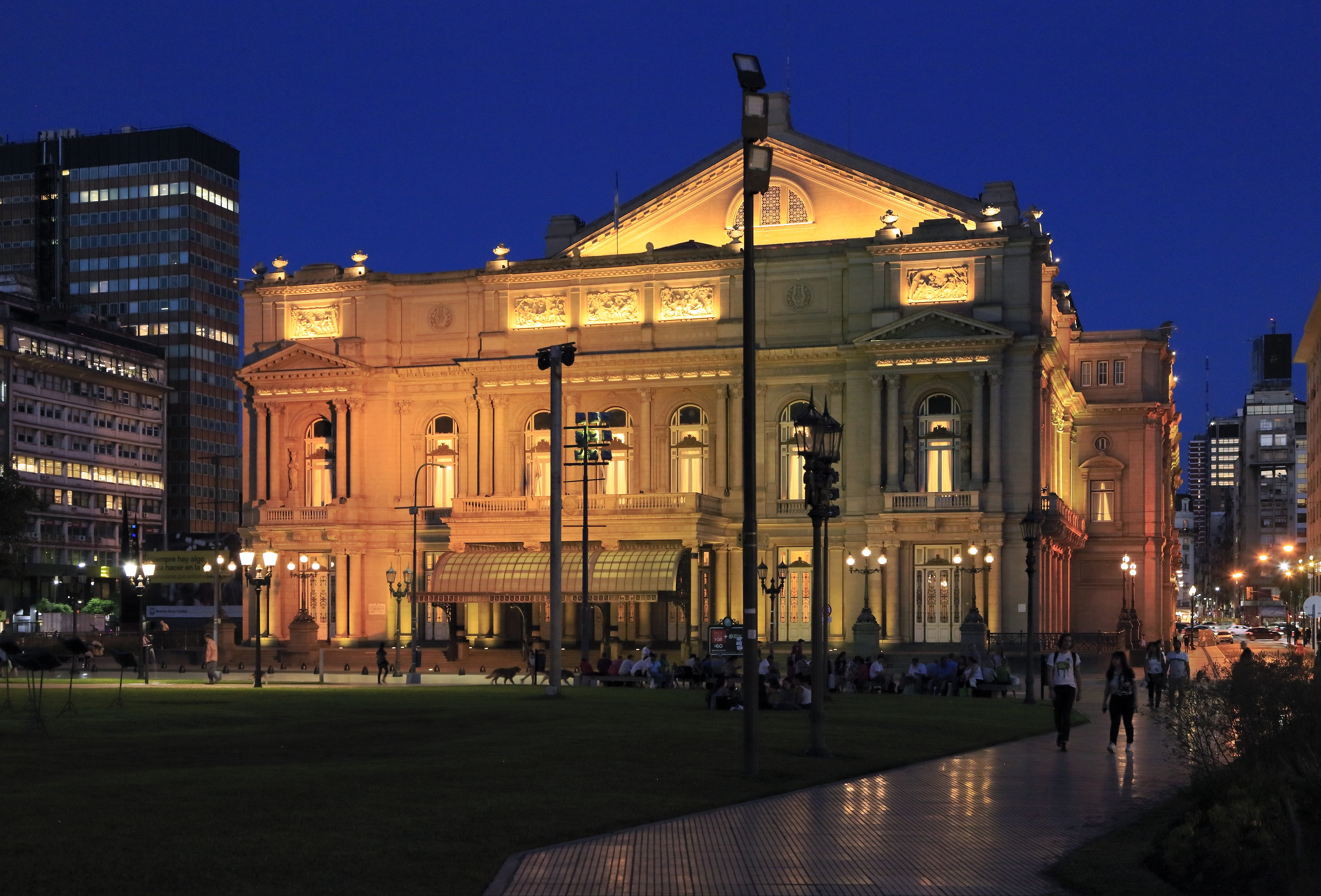
Das Teatro Colón in Buenos Aires, Haupteingang an der Plaza Lavalle

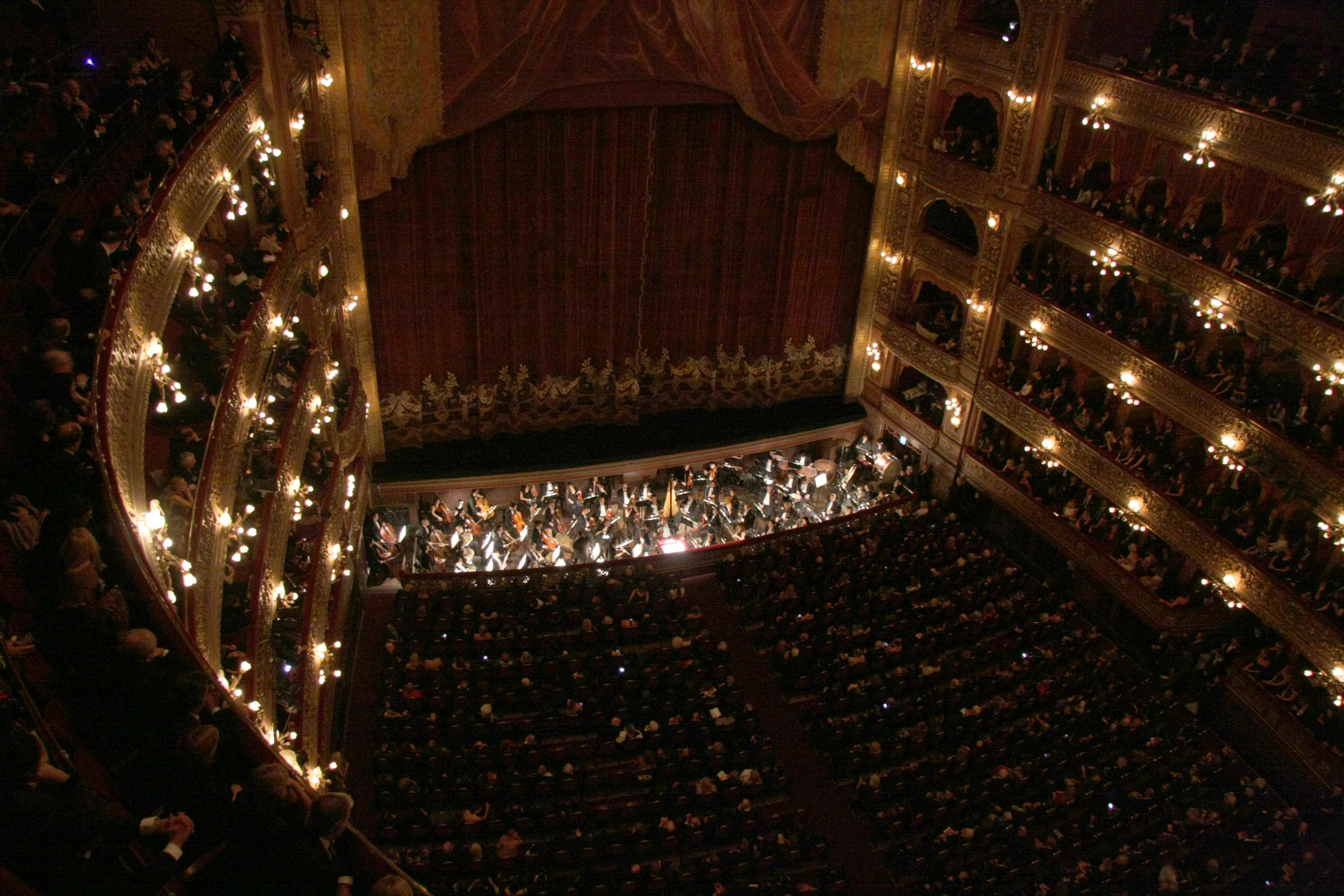
Das Teatro Colón in Buenos Aires, Innenraum

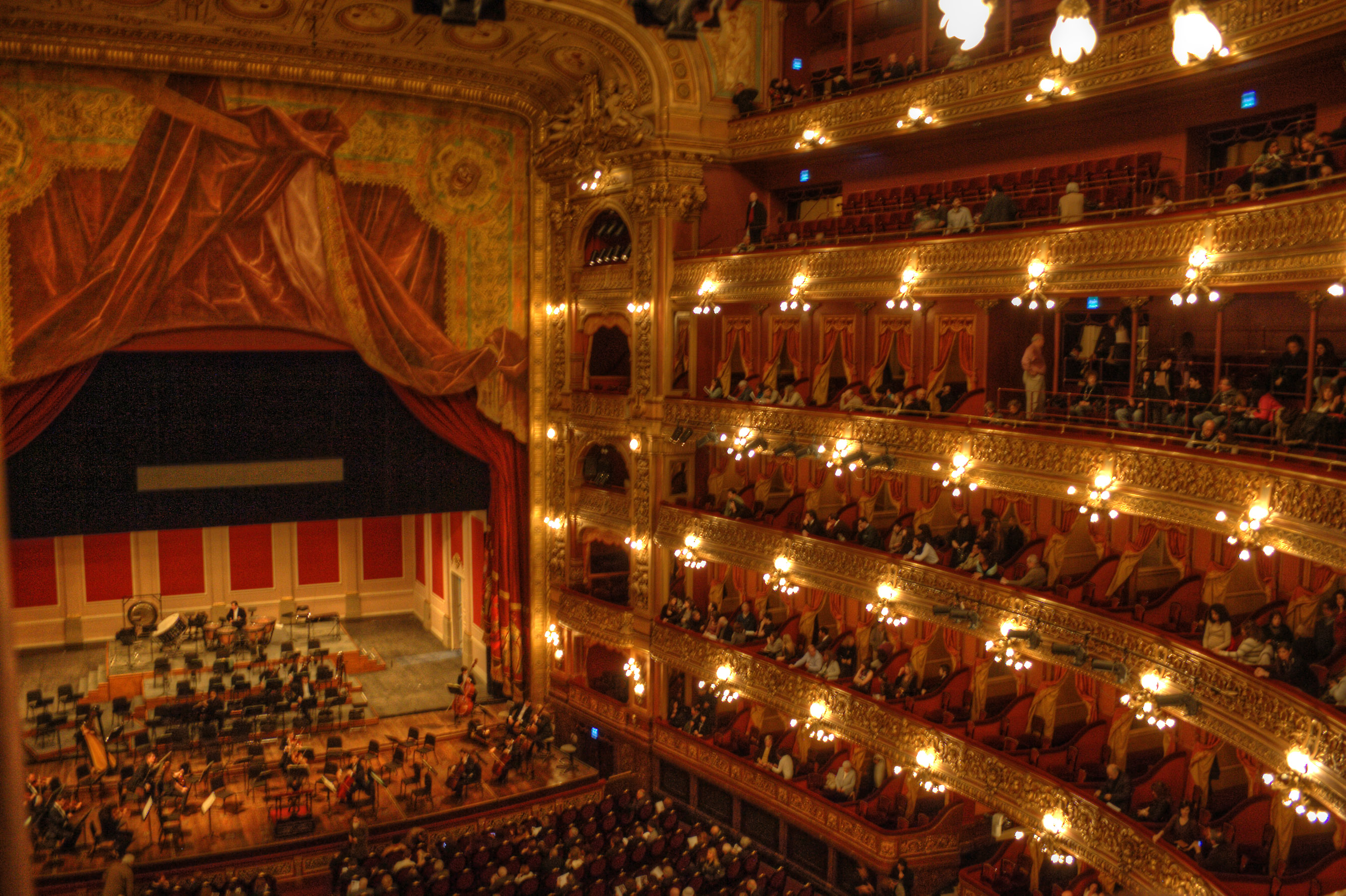
Teatro Colón

Das Teatro Colón (spanisch für Kolumbus-Theater, genannt auch Colon-Theater) ist das bekannteste Theater in Buenos Aires, Argentinien, und gilt als bedeutendstes Opernhaus Lateinamerikas.

## Geschichte
Das erste Teatro Colón in Buenos Aires wurde am 27. April 1857 an der südwestlichen Ecke der Plaza de Mayo, wo auch der Regierungssitz des argentinischen Präsidenten steht, eröffnet. Es hatte eine Kapazität für 2500 Zuschauer. Das Gebäude existiert nicht mehr; dort steht heute das Hauptgebäude der Bank Banco de la Nación Argentina.
Das heutige Teatro Colón, zwischen der Plaza Lavalle und der Avenida 9 de Julio gelegen, wurde von 1889 bis 1908 von den Architekten Francesco Tamburini, Angelo Ferrari, Victor Meano und Julio Dormal entworfen. Es wurde am 25. Mai 1908 mit der Oper Aida von Giuseppe Verdi eröffnet. Das Theater hat 2500 Sitz- und 1000 Stehplätze.
Der Haupteingang des Theaters liegt an der Plaza Lavalle und nicht, wie man vermuten könnte, an der Avenida 9 de Julio, der Prachtstraße von Buenos Aires. Dies liegt daran, dass diese zur Bauzeit des Teatro Colón noch nicht existierte; sie wurde erst 1937 fertiggestellt. Das Theater war seit dem 1. November 2006 wegen Renovierungsarbeiten geschlossen und sollte am 25. Mai 2008 zum hundertjährigen Jubiläum wieder eröffnet werden. Wegen der prekären finanziellen Lage der Stadt war der Termin nicht zu halten, es wurde schließlich am 24. Mai 2010, zur Zweihundertjahrfeier der argentinischen Unabhängigkeitsbewegung, wiedereröffnet.

## Ausstattung
Das Haus verfügt über zwei A-Orchester, die „Orquesta estable“ als Opernorchester und die „Orquesta Filarmónica de Buenos Aires“ als philharmonisches Orchester. Daneben wird die „Orquesta academica“ als Nachwuchsorchester unterhalten. Neben einem der größten und bedeutendsten Corps de Ballet verfügt das Haus über Chor, Kinderchor, ein großes sängerisches Ensemble und ein eigenes Statisten-Ensemble. Umfangreiche Werkstätten stellen die Versorgung mit allen handwerklichen Aspekten großer Opernaufführungen sicher. Daneben verfügt das Teatro Colón über eine eigene Ausbildungseinrichtung, das „Instituto Superior“ (genannt auch Kunstinstitut des Teatro Colón), in dem der künstlerische Nachwuchs ausgebildet wird. Viele berühmte Künstler sind aus dieser Schule hervorgegangen, so 1962 der Dirigent Héctor Urbón sowie einige erste Solotänzer der Häuser in Mailand, London und New York.

## Sonstiges
Das Haus verfügt über eine eigene Abteilung zur Betreuung des Nachwuchses bei internationalen Wettbewerben und konnte u. a. mehrfach in Folge den Wettbewerb „Neue Stimmen“ der Bertelsmann-Stiftung in Gütersloh gewinnen.
Das Colón gehört zu den berühmtesten Opernhäusern der Welt. Sängerinnen wie Agnes Baltsa, Montserrat Caballé, Maria Callas, Christa Ludwig, Renata Tebaldi, Birgit Nilsson, Renata Scotto und Sänger wie José Carreras, Enrico Caruso, Plácido Domingo, Hans Hotter oder Luciano Pavarotti, Dirigenten wie Daniel Barenboim, Leonard Bernstein, Fritz Busch, Wilhelm Furtwängler, Karl Böhm, Erich Kleiber, Stefan Lano, Simon Rattle, Richard Strauss und Arturo Toscanini sowie berühmte Tänzer wie Julio Bocca traten hier auf. Für Wilhelm Furtwängler galt das Teatro Colón als das beste und schönste Opernhaus der Welt.
Am 30. November 2018 fand im Teatro Colón ein Galadinner der Staats- und Regierungschefs des in Buenos Aires abgehaltenen G20-Gipfels statt. Zuvor wurde auf der Bühne für die Gäste eine Show mit Tänzern und Musikern veranstaltet, in der die Regionen Argentiniens vorgestellt wurden.

## Uraufführungen
(Auswahl)
- Héctor Panizza: Aurora, 26. Mai 1908
- Pietro Mascagni: Isabeau, 2, Juni 1911
- Carlos López Buchardo: Il sogno di Alma, 4. August 1914
- Gino Marinuzzi: Jacquerie, 11. August 1918
- Ottorino Respighi: Maria Egiziaca (szenische Uraufführung), 23. Juli 1933
- Juan José Castro: Bodas de sangre, 9. August 1956
- Alberto Ginastera: Don Rodrigo, 24. Juli 1964

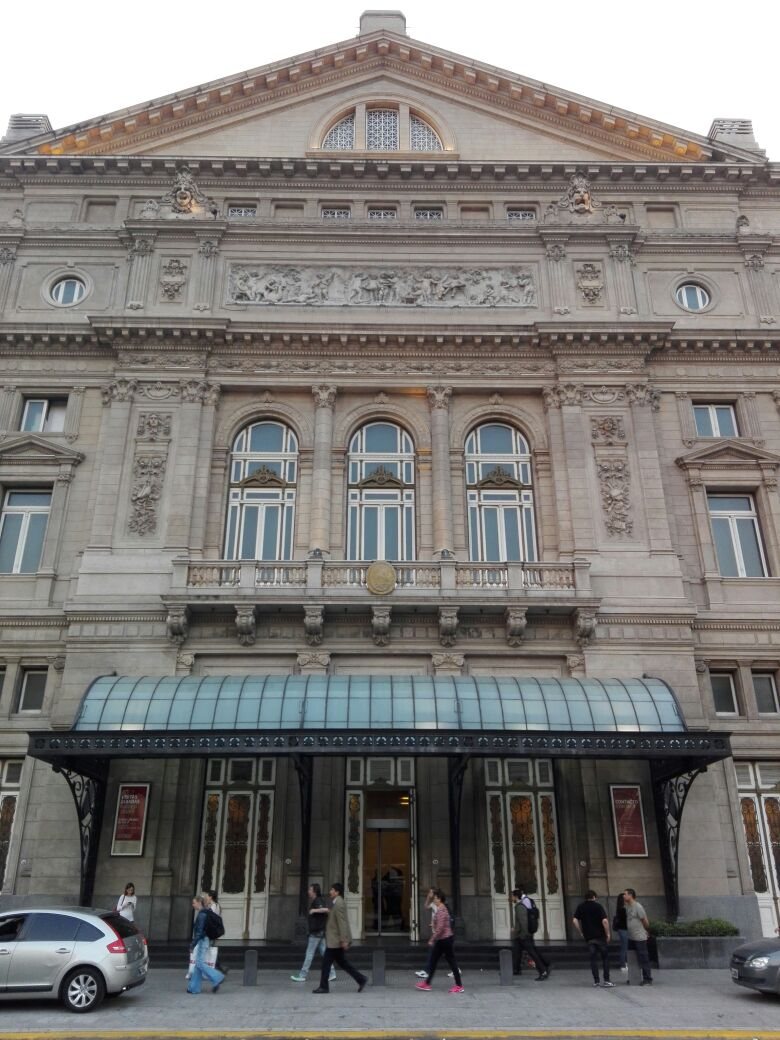
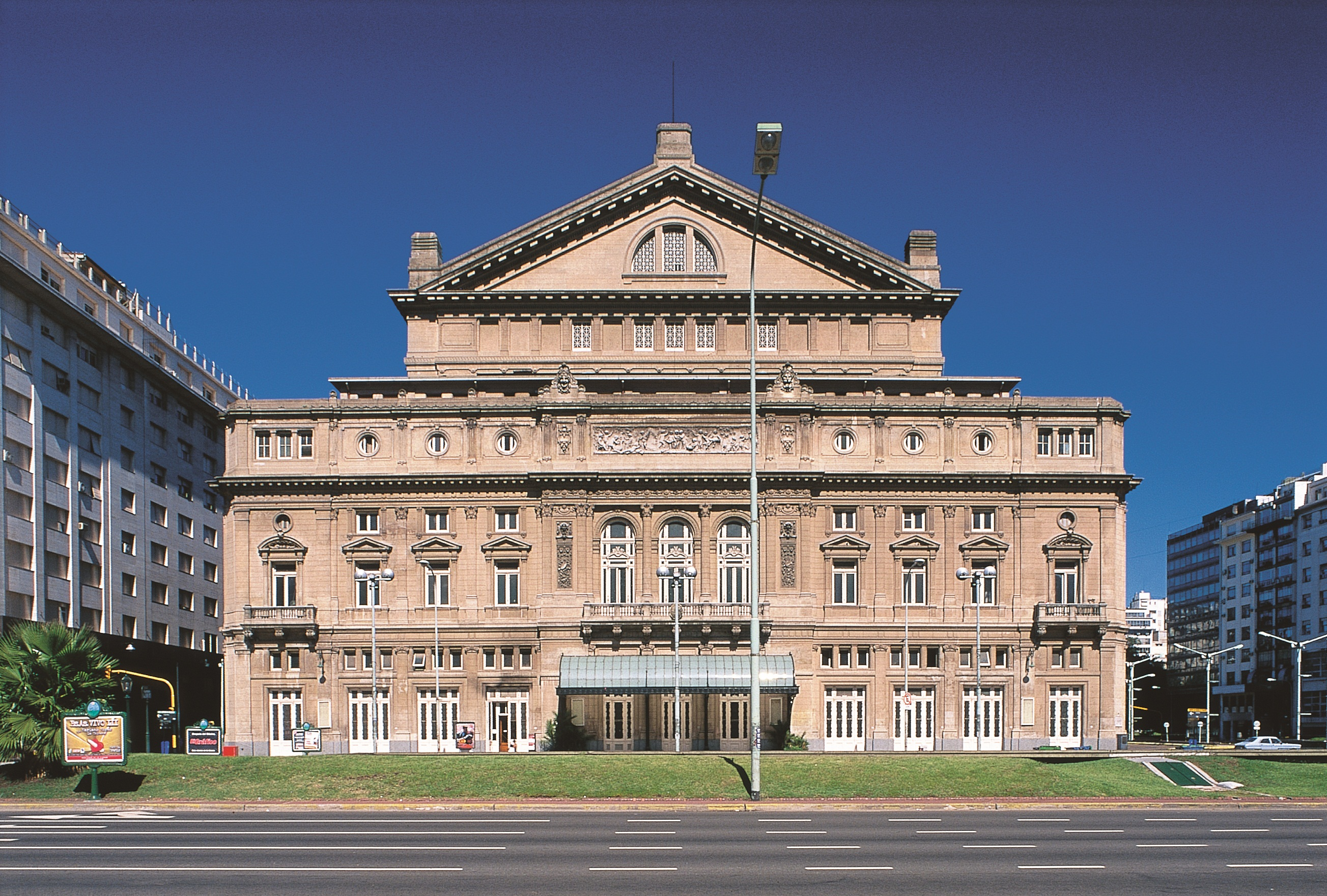
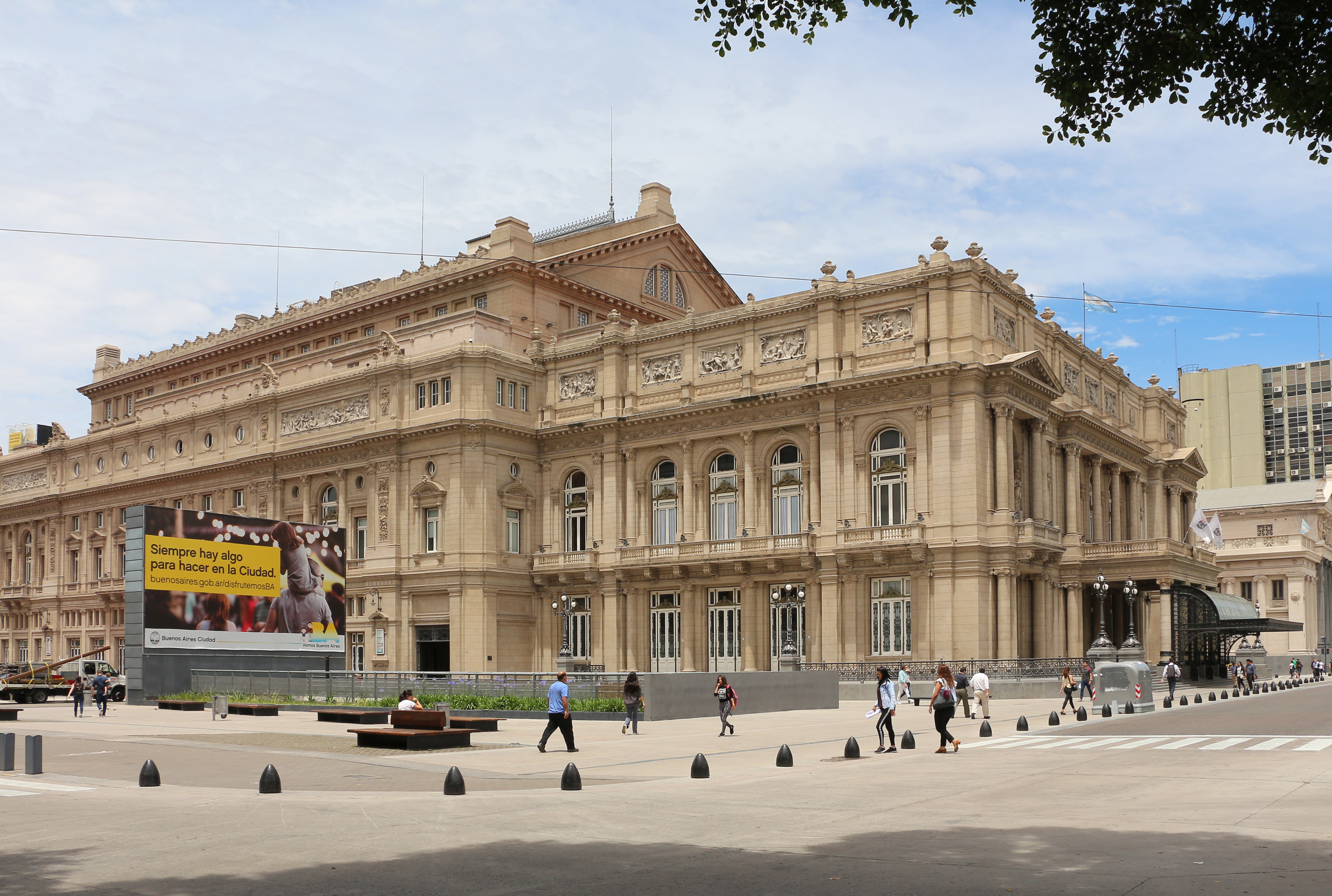
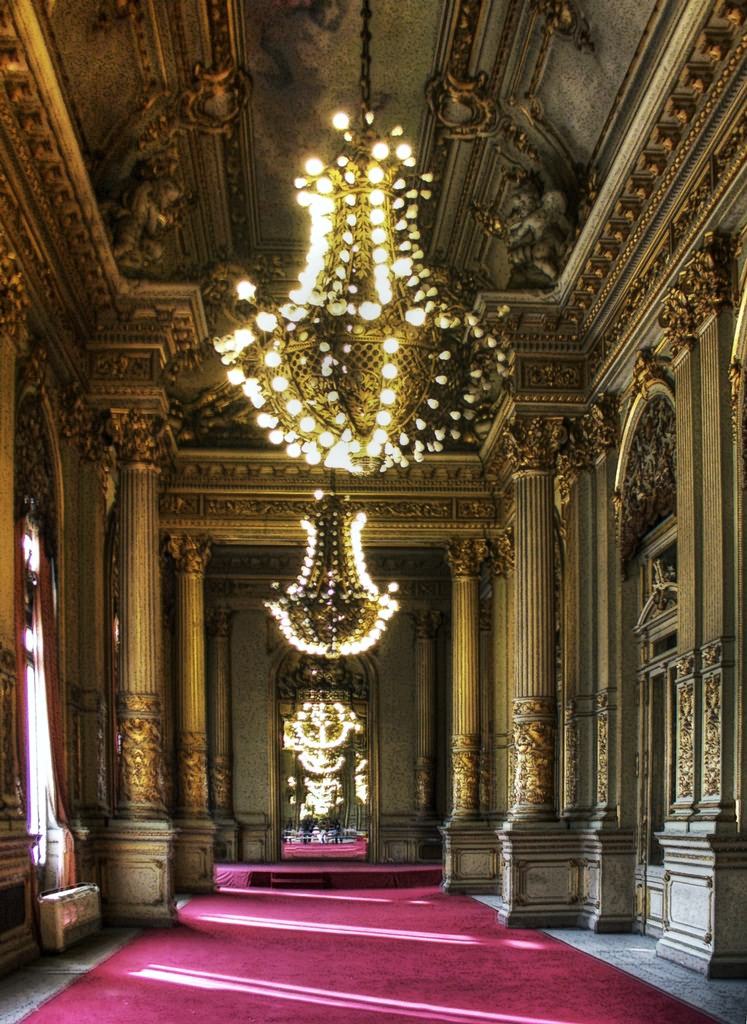
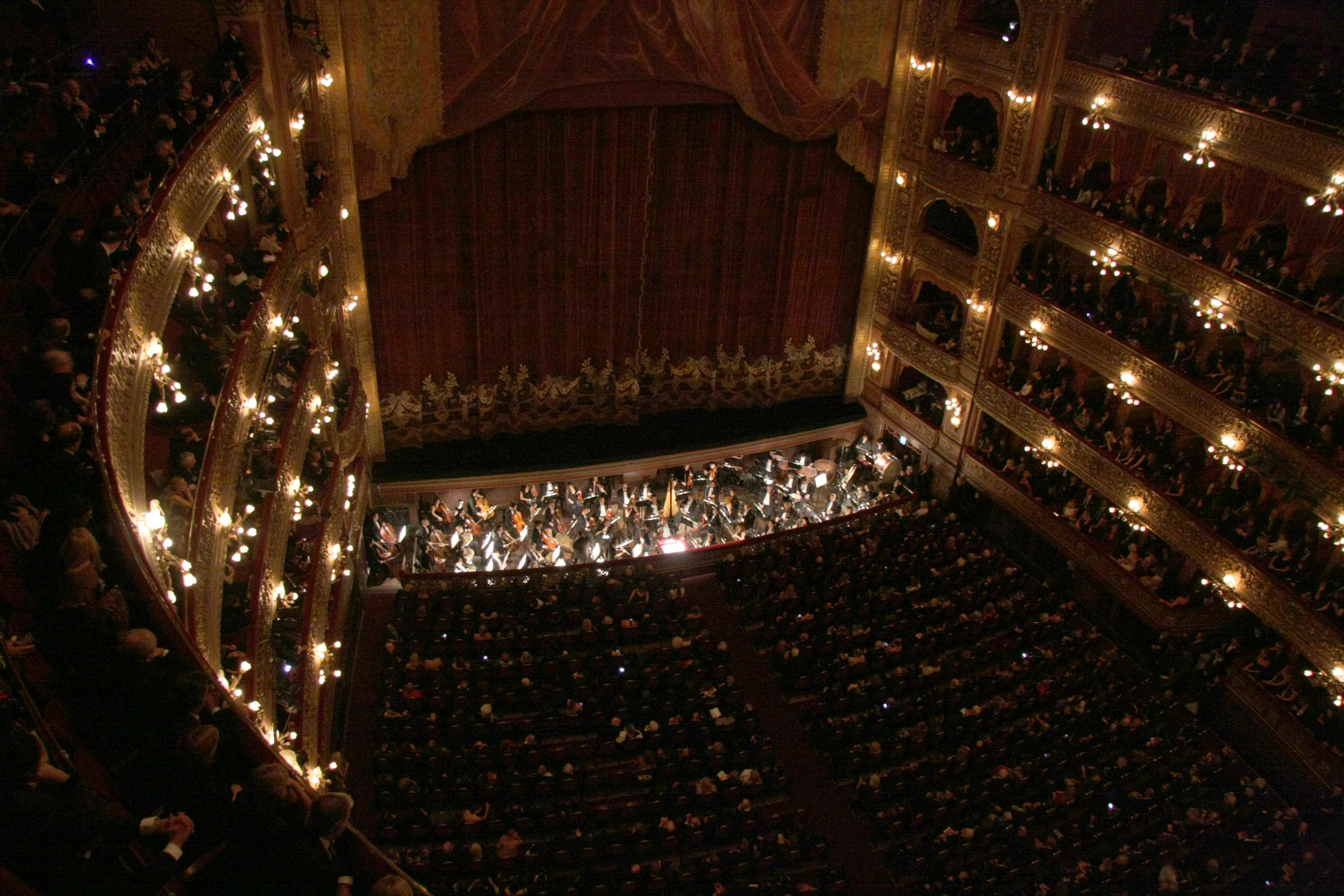